# Винокуров Ілля Єгорович
Ілля Єгорович Винокуров (31 грудня 1895, Кусаган-Иальський наслег Якутської області, тепер Ленський наслег Намського улусу, Республіка Саха, Російська Федерація — 4 січня 1957, місто Якутськ, Республіка Саха, Російська Федерація) — радянський діяч, 1-й секретар Якутського обласного комітету ВКП(б), голова Ради міністрів Якутської АРСР. Депутат Верховної ради СРСР 2-го і 3-го скликань.

## Біографія
Народився в якутській родині. У 1898 році помер від хвороби батько, а через рік осліпла мати. У 1904—1908 роках навчався на пансіоні в церковнопарафіяльній школі села Конта-Крест.
Після закінчення школи був наймитом-працівником в улусного купця, з травня 1916 року — мисливцем. Промишляв рибу і хутрового звіра на Новосибірських островах у Булунському районі, половину видобутку віддавав господареві.
У 1920 році вступив до створеної в Намському улусі спілки сільськогосподарських робітників, був обраний земельним депутатом та головою комісії з обліку хліба на складах заможних селян.
Член РКП(б) з 1921 року.
Закінчив двомісячні радянсько-партійні курси, після закінчення яких був зарахований до штату Якутського губернського революційного комітету. У складі добровольчого загону червоних партизанів брав активну участь у бойових діях під Тулагіно-Кільдямцями.
У 1921—1922 роках — голова Хатин-Аринського наслежного революційного комітету Якутської АРСР. У 1922—1924 роках — голова виконавчого комітету Намської волосної ради Якутської АРСР. У 1924—1926 роках — голова виконавчого комітету Булунської окружної ради Якутської АРСР.
У 1926—1927 роках — слухач курсів повітових партійних працівників при ЦК ВКП(б).
У 1927—1929 роках — відповідальний секретар Булунського окружного комітету ВКП(б) Якутської АРСР.
У 1929—1931 роках — інструктор ЦВК Якутської АРСР.
У 1931—1933 роках — директор машинно-тракторної станції Намського району Якутської АРСР.
У 1933—1934 роках — начальник конярського управління Народного комісаріату землеробства Якутської АРСР.
У 1934—1935 роках — інструктор ЦВК Якутської АРСР.
У 1935—1936 роках — слухач Вищих курсів радянського будівництва при ВЦВК.
У 1937 — липні 1938 року — голова виконавчого комітету Вілюйської районної ради Якутської АРСР.
У липні 1938 — 27 серпня 1939 року — народний комісар охорони здоров'я Якутської АРСР.
27 серпня 1939 — червень 1943 року — заступник голови Ради народних комісарів Якутської АРСР.
У грудні 1943 — грудні 1946 року — голова Ради народних комісарів (з 1946 року — Ради міністрів) Якутської АРСР.
У грудні 1946 — травні 1951 року — 1-й секретар Якутського обласного комітету ВКП(б). Одночасно, з грудня 1946 до 1950 року — 1-й секретар Якутського міського комітету ВКП(б).
З 1951 року — слухач курсів перших секретарів обкомів, голів облвиконкомів та рад міністрів при ЦК ВКП(б).
На 1952 рік — керуючий тресту «Сільбуд» Управління сільського та колгоспного будівництва при Раді міністрів Якутській АРСР.
З 1955 до 4 січня 1957 року — начальник будівельного управління № 2 тресту «Якутбуд» Міністерства житлово-цивільного будівництва РРФСР.
Помер 4 січня 1957 року в місті Якутську.

## Нагороди
- орден Леніна (27.06.1947)
- орден Вітчизняної війни ІІ ст.
- орден Трудового Червоного Прапора
- медаль «За доблесну працю у Великій Вітчизняній війні 1941—1945 рр.»
- медаль «У пам'ять 800-річчя Москви»